# 斯蒂吉恩灣
斯蒂吉恩灣（英語：Stygian Cove），是南極洲的海灣，位於南奧克尼群島的西格尼島北部，西面是羅賓峰，最初由挪威捕鯨者測量，現時由南極條約體系管理。